# Utrikesutskottet (Finland)
Utrikesutskottet (UtU) är ett permanent utskott i Finlands riksdag som består av 17 medlemmar med 9 ersättare. Utskottet bereder ärenden som gäller godkännande av statsfördrag som är viktiga för Finlands internationella relationer samt godkännande av andra internationella förpliktelser eller uppsägning av dem. Utskottet bereder också ärenden gällande lagförslag som avser införande av en viktig internationell förpliktelse. 
Utrikesutskottet behandlar dessutom frågor som hänför sig till den allmänna säkerhetspolitiken, utrikeshandelspolitiken, biståndssamarbetet och internationella organisationer. Utskottet ger regeringen ett utlåtande om ställande av en fredsbevarande styrka till förfogande för Förenta nationerna (FN) och Organisationen för säkerhet och samarbete i Europa (OSSE) eller planerade väsentliga förändringar i en fredsbevarande styrkas uppgifter. Om ett unionsärende som avses i 96 § i grundlagen gäller Europeiska unionens gemensamma utrikes- och säkerhetspolitik, översänder talmannen det till utrikesutskottet.